# 霍童洞天石
霍童洞天石，是位于中国福建省宁德市蕉城区霍童镇霍童街的一个唐代石刻，宁德市（县级）人民政府于1992年12月将其公布为第二批县级文物保护单位。
霍童洞天石上刻有“霍童洞天”四字篆书，始刻制于唐朝天宝年间，现存残石高1.1米，厚0.3米，篆书旁刻隶书“天宝敕封。该石碑原存于宏街宫，后移至文昌阁存放。